# Kafr Ni'ma
Kafr Ni'ma, en arabe : كفر نعمة, est un village du gouvernorat de Ramallah et Al-Bireh en Palestine. Il est situé à 13 km au nord-ouest de Ramallah et au centre de la Cisjordanie.
Selon le recensement du bureau central palestinien des statistiques, la localité compte une population de 4 659 habitants en 2017.